# Kriegsgräberstätte Bitburg-Hauptfriedhof

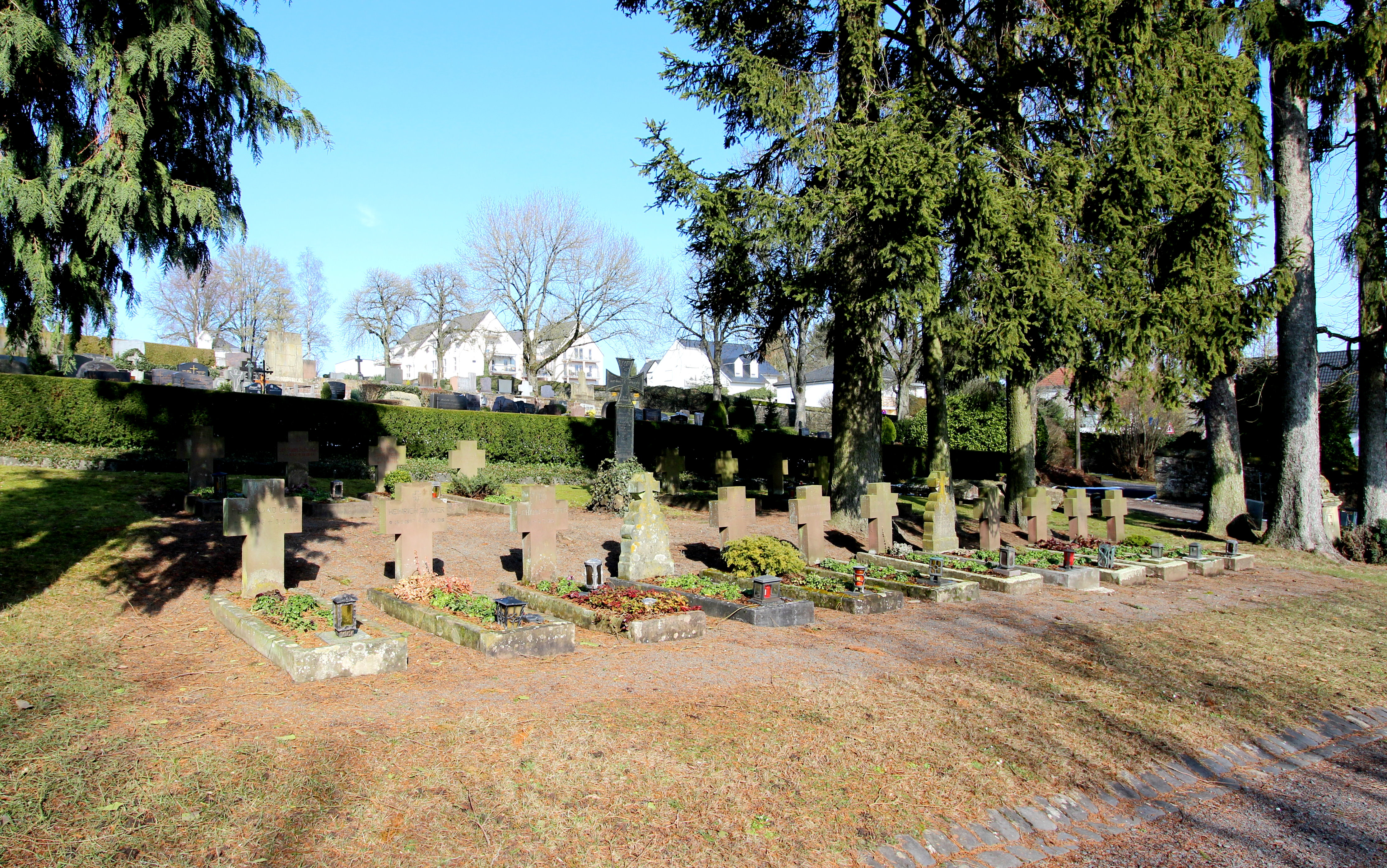
Ausschnitt des Ehrenfriedhofs

Die städtische Kriegsgräberstätte Bitburg-Hauptfriedhof ist ein Ehrenfriedhof in der Stadt Bitburg in Rheinland-Pfalz.

## Geographische Lage
Der Ehrenfriedhof befindet sich in der Erdorfer Straße / Talweg am südlichen Ende des Hauptfriedhofs der Stadt Bitburg, unmittelbar neben dem jüdischen Friedhof. Der Friedhof wurde in Hanglage errichtet und befindet sich heute direkt an der Bundesstraße 257.

## Geschichte
Die Kriegsgräberstätte umfasst hauptsächlich die Gräber von Gefallenen aus dem Ersten Weltkrieg sowie einige historische Gräber.
Das älteste Grabmal stammt aus dem Jahre 1808 und besteht aus einem Relief sowie einer Inschrift. Bedeutend ist auf dem Ehrenfriedhof zudem das Grabmal des Ritters Lorenz Kunkol von 1895. Er trug das Eiserne Kreuz I. Klasse und erhielt deshalb einen aufwendig gestalteten und in seiner Form ungewöhnlichen Grabstein. Dieser besteht aus einem Sandsteinsockel mit einer darüber liegenden Inschrift-Tafel, bestehend aus einem Ordenskreuz, dem preußischen Adler sowie einer Inschrift. Ferner existieren auf dem Ehrenfriedhof drei aufwendig gestaltete Familiengräber, die stark von den traditionellen Grabstätten abweichen. Die Kriegsgräberstätte besitzt ein Hauptkreuz aus dem Jahre 1863 mit Corpus und kleeblattförmigen Abschlüssen.
Bis 1860 gab es in Bitburg keinen jüdischen Friedhof, sodass die Bestattungen in Trier und Aach stattfanden. Nach 1860 wurde der heutige jüdische Friedhof direkt neben diesem Ehrenfriedhof eingerichtet. Die Grabsteine ähneln der Form eines Obelisken und bilden heute das letzte Zeugnis der jüdischen Gemeinde Bitburgs.

## Weblink
- Ehrenfriedhof Bitburg-Hauptfriedhof in der Datenbank der Kulturgüter in der Region Trier

## Einzelnachweis
1. 1 2  Eintrag zu Ehrenfriedhof Bitburg-Hauptfriedhof in der Datenbank der Kulturgüter in der Region Trier, abgerufen am 16. Januar 2022.

Koordinaten: 49° 58′ 30,2″ N, 6° 31′ 46,1″ O